# Cistierna
Cistierna es un municipio y villa española de la provincia de León, en la comunidad autónoma de Castilla y León. Se sitúa en la montaña oriental leonesa, en la carretera nacional N-625, a orillas del río Esla. Cuenta con una población de 2905 habitantes (INE 2024).

## Toponimia
El nombre de Cistierna deriva de la palabra latina cisterna, que en leonés, diptonga a su nombre y que significa recipiente en el que se guarda agua.[cita requerida]

## Geografía
El municipio se encuentra atravesado de norte a sur por el río Esla. Y en su orografía destaca sobre todo el macizo de Peñacorada con varios picos cuya altura oscila entre los 1600 y los 1835 m s. n. m. Algo más al norte se encuentran el Pico Moro (1779 m) junto al Pico Cerroso. Al sur de Cistierna predominan las tierras llanas que se usan como cultivos agrícolas.
La extensión total del municipio es de 97,6 km² y su término municipal limita con los siguientes municipios:
- Norte: Con el municipio de Crémenes.
- Sur: Con los municipios de Gradefes y Cubillas de Rueda.
- Este: Con los municipios de Cebanico, Prado de la Guzpeña y Valderrueda.
- Oeste: Con los municipios de la Ercina y Sabero.

### Clima
El clima en el municipio se clasifica como mediterráneo continentalizado, de inviernos fríos con frecuentes heladas, y veranos suaves. La oscilación térmica anual ronda los 15 °C mientras que la diaria supera en ocasiones los 20 °C. Las precipitaciones se reparten de forma irregular a lo largo del año, con escasez de las mismas en verano, concentrándose en el otoño, en los meses invernales y al principio de la primavera.
Según la clasificación climática de Köppen Cistierna se encuadra en la variante Csb, es decir, clima mediterráneo de veranos suaves, con la media del mes más cálido no superior a 22 °C pero superándose los 10 °C durante cinco o más meses. Se trata de un clima de transición entre el mediterráneo (Csa) y el oceánico (Cfb). Sobre la base de los datos de la estación meteorológica situada en Boñar, a 23 kilómetros de distancia, los parámetros climáticos promedio aproximados del municipio son los siguientes:
| Parámetros climáticos promedio de Boñar | Parámetros climáticos promedio de Boñar | Parámetros climáticos promedio de Boñar | Parámetros climáticos promedio de Boñar | Parámetros climáticos promedio de Boñar | Parámetros climáticos promedio de Boñar | Parámetros climáticos promedio de Boñar | Parámetros climáticos promedio de Boñar | Parámetros climáticos promedio de Boñar | Parámetros climáticos promedio de Boñar | Parámetros climáticos promedio de Boñar | Parámetros climáticos promedio de Boñar | Parámetros climáticos promedio de Boñar | Parámetros climáticos promedio de Boñar |
| Mes                                     | Ene.                                    | Feb.                                    | Mar.                                    | Abr.                                    | May.                                    | Jun.                                    | Jul.                                    | Ago.                                    | Sep.                                    | Oct.                                    | Nov.                                    | Dic.                                    | Anual                                   |
| --------------------------------------- | --------------------------------------- | --------------------------------------- | --------------------------------------- | --------------------------------------- | --------------------------------------- | --------------------------------------- | --------------------------------------- | --------------------------------------- | --------------------------------------- | --------------------------------------- | --------------------------------------- | --------------------------------------- | --------------------------------------- |
| Temp. media (°C)                        | 2.20                                    | 3.60                                    | 6.10                                    | 7.70                                    | 11.20                                   | 15.40                                   | 18.60                                   | 18.20                                   | 15.10                                   | 10.50                                   | 5.80                                    | 3.10                                    | 9.8                                     |
| Precipitación total (mm)                | 123                                     | 93.40                                   | 68.10                                   | 80.10                                   | 85                                      | 52.50                                   | 32.80                                   | 28.30                                   | 63.30                                   | 100.20                                  | 116.70                                  | 117.30                                  | 960.7                                   |
| [cita requerida]                        |                                         |                                         |                                         |                                         |                                         |                                         |                                         |                                         |                                         |                                         |                                         |                                         |                                         |

## Historia
Debido al gran número de restos encontrados en castros y minas se deduce que Cistierna fue en la protohistoria frontera entre astures, cántabros y vacceos.
En el año 25 a. C. los romanos toman la ciudad astur de Lancia e inician la construcción de una calzada que a contracorriente del Esla (llamado Astura por los romanos) asciende desde Mansilla para adentrarse en Asturias por los puertos de Pontón, Ventaniella y Tarna. Además de las claras razones estratégicas, esta vía sirve también para el tráfico de minerales como el cobre que se extraía en las cercanas localidades de Lois y Anciles. Y es aquí cuando se tienen las primeras noticias de Cistierna ya que en esta localidad se hallaban los lavaderos del mineral.
En la Edad Media se construyen en Cistierna y su comarca muchos monasterios, de los cuales la mayoría han desaparecido. De los que quedan el más famoso es el de San Guillermo de Peñacorada, que se encuentra en las faldas de Peñacorada, dedicado al patrono de la villa, y cuya fiesta patronal es el 28 de mayo.
En los principios del siglo XIX, Cistierna toma la cabeza del municipio; hasta entonces era Modino la localidad que ostentaba tal privilegio. Dicho municipio contendría a los pueblos del actual municipio y los que pertenecían al de Sabero, que se separarìa en 1927.
A finales del siglo XIX, comienzan las explotaciones carboníferas de Hulleras de Sabero y Anexas y para el transporte del carbón se crea la línea La Robla-Valmaseda que tendrá en Cistierna a una de sus estaciones más importantes. Con ello, Cistierna entra en su etapa de pleno auge, que dura hasta 1991, fecha en la que Hulleras de Sabero y Anexas cierra sus minas e introduce a Cistierna en una profunda crisis.
Cistierna cuenta desde 2006 con una de las sedes del Instituto Bíblico y Oriental (IBO), conocida como la sede montañesa, donde se organizan actividades entre las que destacan los cursos de lenguas del Próximo Oriente, Biblia e Historia. También es muy célebre la Escuela de Verano que organiza todos los años el IBO en la villa.
En julio de 2009, se inaugura en la localidad el Museo Ferroviario en el antiguo economato de los Ferrocarriles de vía estrecha.

## Demografía
En 1864 el pueblo de Cistierna no llegaba a los 200 habitantes. El notable incremento poblacional que se produjo en las dos últimas décadas del siglo XIX, alcanzando su máxima intensidad en la segunda mitad del siglo XX, se debió a la actividad minera y ferroviaria de la villa y su comarca. Con el declive de ambas actividades a finales del siglo XX, se observa un progresivo descenso poblacional a lo largo de los años transcurridos del siglo XXI, habiendo perdido más de una cuarta parte de su población en las últimas décadas.
Datos semejantes se observan en cuanto a la evolución demográfica del ayuntamiento de Cistierna. En este sentido es necesario recordar que en 1927 se independizó el valle de Sabero del ayuntamiento de Cistierna. Cuenta con una población de 2905 habitantes (INE 2024).
| Gráfica de evolución demográfica de Cistierna entre 1842 y 2021 |
| |
| Población de derecho según los censos de población del INE. Población de hecho según los censos de población del INE. En 1930 disminuye el término del municipio porque independiza a Sabero. |

## Entidades de población
Las entidades de población que componen el término municipal de Cistierna son las siguientes:
| Entidad de Población | Coordenadas                               | Pob. (2015) | Mapa |
| --- | ----------------------------------------- | ----------- | --- |
| Cistierna | 42°48′10″N 5°07′31″O / 42.80278, -5.12528 | 2623        | \| Cistierna Fuentes de Peñacorada Modino Ocejo de la Peña Pesquera Quintana Santa Olaja de la Varga Santibáñez de Rueda Sorriba Valmartino Vidanes \| |
| Fuentes de Peñacorada | 42°50′05″N 5°05′22″O / 42.83472, -5.08944 | 39          | \| Cistierna Fuentes de Peñacorada Modino Ocejo de la Peña Pesquera Quintana Santa Olaja de la Varga Santibáñez de Rueda Sorriba Valmartino Vidanes \| |
| Modino | 42°45′34″N 5°09′15″O / 42.75944, -5.15417 | 73          | \| Cistierna Fuentes de Peñacorada Modino Ocejo de la Peña Pesquera Quintana Santa Olaja de la Varga Santibáñez de Rueda Sorriba Valmartino Vidanes \| |
| Ocejo de la Peña | 42°51′52″N 5°05′03″O / 42.86444, -5.08417 | 33          | \| Cistierna Fuentes de Peñacorada Modino Ocejo de la Peña Pesquera Quintana Santa Olaja de la Varga Santibáñez de Rueda Sorriba Valmartino Vidanes \| |
| Pesquera | 42°43′50″N 5°09′24″O / 42.73056, -5.15667 | 37          | \| Cistierna Fuentes de Peñacorada Modino Ocejo de la Peña Pesquera Quintana Santa Olaja de la Varga Santibáñez de Rueda Sorriba Valmartino Vidanes \| |
| Quintana de la Peña | 42°47′27″N 5°04′35″O / 42.79083, -5.07639 | 9           | \| Cistierna Fuentes de Peñacorada Modino Ocejo de la Peña Pesquera Quintana Santa Olaja de la Varga Santibáñez de Rueda Sorriba Valmartino Vidanes \| |
| Santa Olaja de la Varga | 42°50′13″N 5°07′02″O / 42.83694, -5.11722 | 124         | \| Cistierna Fuentes de Peñacorada Modino Ocejo de la Peña Pesquera Quintana Santa Olaja de la Varga Santibáñez de Rueda Sorriba Valmartino Vidanes \| |
| Santibáñez de Rueda | 42°43′08″N 5°10′14″O / 42.71889, -5.17056 | 67          | \| Cistierna Fuentes de Peñacorada Modino Ocejo de la Peña Pesquera Quintana Santa Olaja de la Varga Santibáñez de Rueda Sorriba Valmartino Vidanes \| |
| Sorriba | 42°47′13″N 5°07′34″O / 42.78694, -5.12611 | 143         | \| Cistierna Fuentes de Peñacorada Modino Ocejo de la Peña Pesquera Quintana Santa Olaja de la Varga Santibáñez de Rueda Sorriba Valmartino Vidanes \| |
| Valmartino | 42°47′26″N 5°06′28″O / 42.79056, -5.10778 | 83          | \| Cistierna Fuentes de Peñacorada Modino Ocejo de la Peña Pesquera Quintana Santa Olaja de la Varga Santibáñez de Rueda Sorriba Valmartino Vidanes \| |
| Vidanes | 42°45′48″N 5°08′20″O / 42.76333, -5.13889 | 120         | \| Cistierna Fuentes de Peñacorada Modino Ocejo de la Peña Pesquera Quintana Santa Olaja de la Varga Santibáñez de Rueda Sorriba Valmartino Vidanes \| |
| Total |                                           | 3351        | \| Cistierna Fuentes de Peñacorada Modino Ocejo de la Peña Pesquera Quintana Santa Olaja de la Varga Santibáñez de Rueda Sorriba Valmartino Vidanes \| |
| Fuente: INE, 2015 |                                           |             | \| Cistierna Fuentes de Peñacorada Modino Ocejo de la Peña Pesquera Quintana Santa Olaja de la Varga Santibáñez de Rueda Sorriba Valmartino Vidanes \| |
| Cistierna Fuentes de Peñacorada Modino Ocejo de la Peña Pesquera Quintana Santa Olaja de la Varga Santibáñez de Rueda Sorriba Valmartino Vidanes |                                           |             | |

## Administración y política

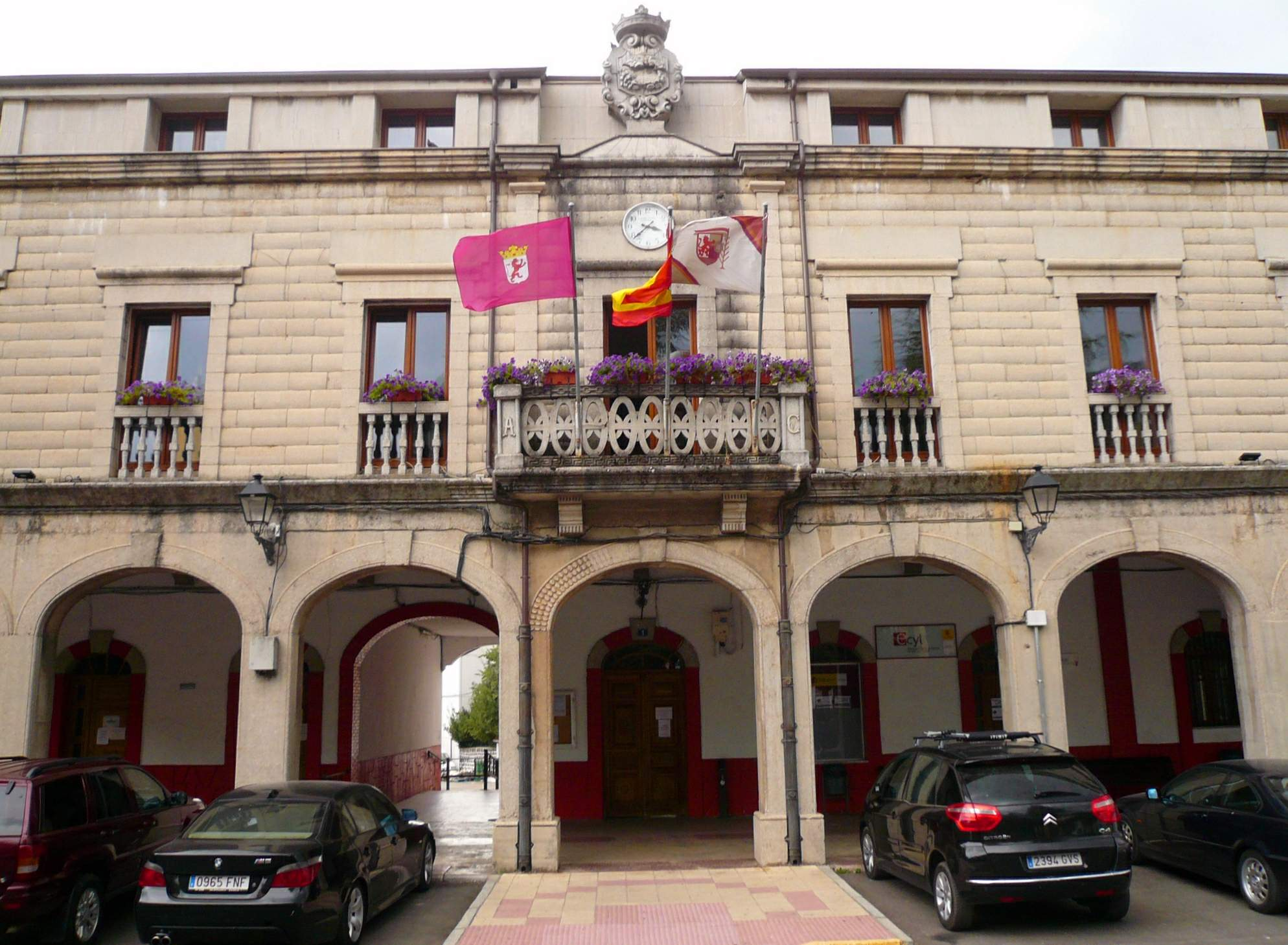
Casa consistorial

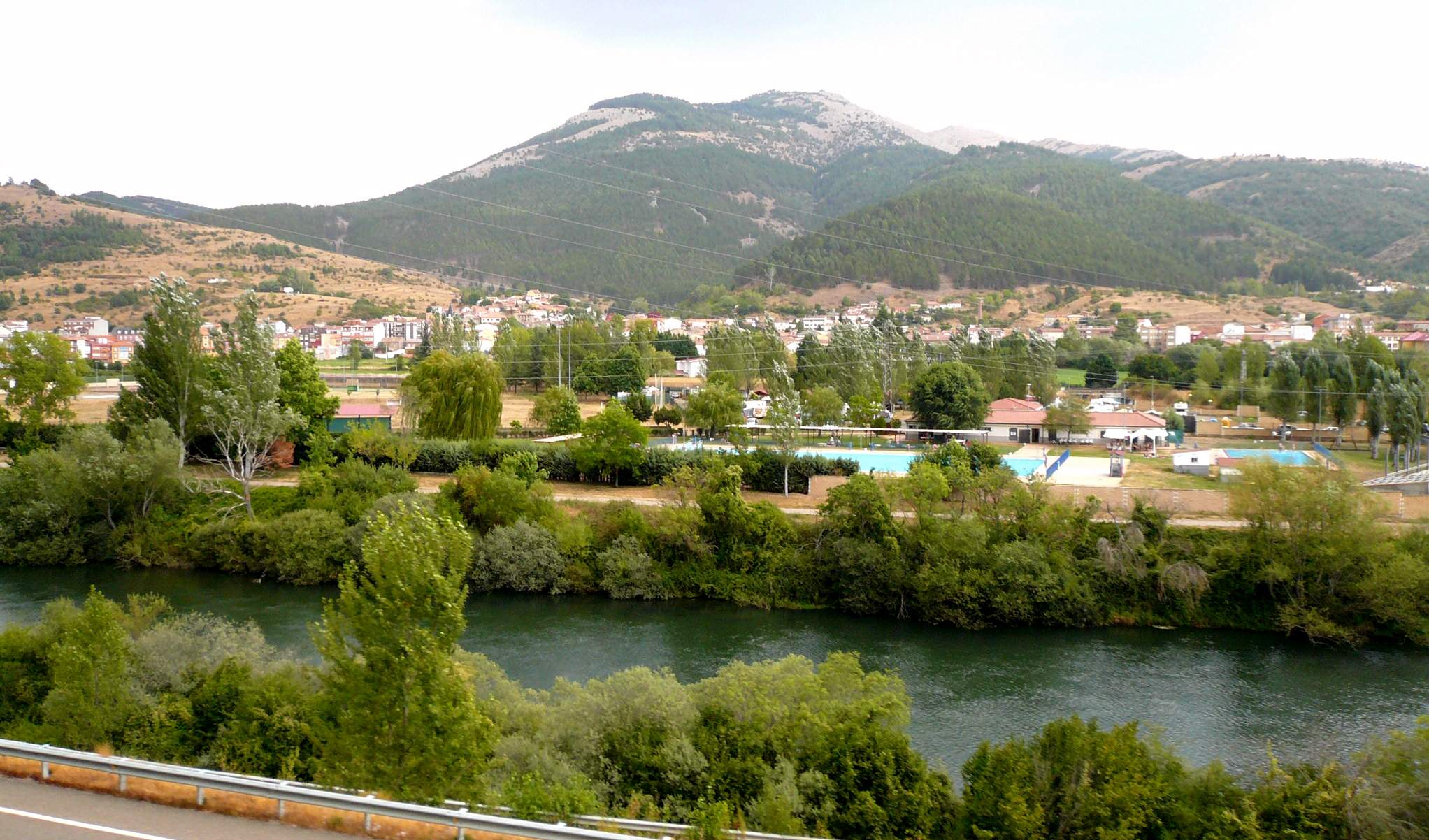
El Esla a su paso por Cistierna

| Resultados Elecciones Municipales de 2015 en Cistierna. | Resultados Elecciones Municipales de 2015 en Cistierna. | Resultados Elecciones Municipales de 2015 en Cistierna. |
| ------------------------------------------------------- | ------------------------------------------------------- | ------------------------------------------------------- |
| Partido político                                        | 2015                                                    | 2015                                                    |
| Partido político                                        | Votos                                                   | Concejales                                              |
| Partido Socialista Obrero Español (PSOE)                | 63,15 %                                                 | 7                                                       |
| Partido Popular (PP)                                    | 32,97 %                                                 | 4                                                       |

| Resultados Elecciones Municipales de 2019 en Cistierna. | Resultados Elecciones Municipales de 2019 en Cistierna. | Resultados Elecciones Municipales de 2019 en Cistierna. |
| ------------------------------------------------------- | ------------------------------------------------------- | ------------------------------------------------------- |
| Partido político                                        | 2019                                                    | 2019                                                    |
| Partido político                                        | Votos                                                   | Concejales                                              |
| Partido Socialista Obrero Español (PSOE)                | 48,35 %                                                 | 6                                                       |
| Partido Popular (PP)                                    | 14,64 %                                                 | 2                                                       |
| Cistierna Activa (C.A.)                                 | 13,24 %                                                 | 1                                                       |
| Ciudadanos (Cs)                                         | 11,64 %                                                 | 1                                                       |
| Unión del Pueblo Leones (UPL)                           | 10,74 %                                                 | 1                                                       |

| Resultados Elecciones Municipales de 2023 en Cistierna. | Resultados Elecciones Municipales de 2023 en Cistierna. | Resultados Elecciones Municipales de 2023 en Cistierna. |
| ------------------------------------------------------- | ------------------------------------------------------- | ------------------------------------------------------- |
| Partido político                                        | 2023                                                    | 2023                                                    |
| Partido político                                        | Votos                                                   | Concejales                                              |
| Unión del Pueblo Leones (UPL)                           | 48,72 %                                                 | 6                                                       |
| Partido Socialista Obrero Español (PSOE)                | 25,12 %                                                 | 3                                                       |
| Partido Popular (PP)                                    | 22,67 %                                                 | 2                                                       |

## Ciudades hermanadas
La localidad de Cistierna participa en la iniciativa de hermanamiento de ciudades promovida, entre otras instituciones, por la Unión Europea. A partir de esta iniciativa se han establecido lazos con las siguientes localidades:
| Ciudades hermanadas |          |                        |        |                                |        |
| País                | Ciudad   | Fecha de hermanamiento | Escudo | Web de la ciudad               | Imagen |
| Francia             | Thiviers | 1981                   |        | Villa de Thiviers (en francés) |        |
| España              | Pinto    | ¿?                     |        | Ayuntamiento de Pinto          |        |